# Кім Ламмерс
Кім Ламмерс  (нід. Kim Lammers, 21 квітня 1981) — нідерландська хокеїстка на траві, олімпійська чемпіонка.

## Виступи на Олімпіадах
| Олімпіада   | Дисципліна     | Місце |
| ----------- | -------------- | ----- |
| Лондон 2012 | хокей на траві | 1     |

## Особисте життя
Кім Ламмерс є відкритою лесбійкою.